# Dorfkirche Zislow

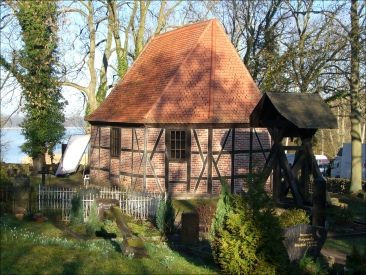
Dorfkirche Zislow

Die Dorfkirche Zislow ist ein denkmalgeschütztes Kirchengebäude in Zislow im Landkreis Mecklenburgische Seenplatte (Mecklenburg-Vorpommern). Sie gehört zur Kirchengemeinde Grüssow-Satow in der Propstei Neustrelitz, Kirchenkreis Mecklenburg der Evangelisch-Lutherischen Kirche in Norddeutschland.

## Geschichte und Architektur
Bis 1886 war die Kapelle eine Filiale von Grüssow, danach kam sie zu Satow.
Es wird von einigen Historikern vermutet, dass hier möglicherweise ein germanischer Kultplatz existierte. Eine Kirche, die im Dreißigjährigen Krieg zerstört wurde, ist überliefert. Danach wurde 1749 der kleine, achteckige Fachwerkbau errichtet. Das Dach ist mit roten Ziegeln eingedeckt. Die Wände sind durch fast quadratische Fenster mit Sprossen gegliedert. Der turmlose, achteckige Fachwerkbau wurde bis 1992 vollständig saniert. Der Glockenturm ist freistehend, die Stahlglocke wurde 1874 in Bochum gegossen. Im Sommer wird das Gebäude für Ausstellungen und Konzerte genutzt.

## Friedhof
Die Kapelle steht inmitten eines Friedhofes, der durch eine Feldsteinmauer begrenzt ist.

## Ausstattung
Die Inneneinrichtung der Kapelle ist einfach gehalten.
- Die Altarschranken und das Gestühl stammen von 1694.
- Die Kanzel wurde in der Zeit nach 1650 gebaut.
- Das Kruzifix ist vom 18. Jahrhundert.
- Das Leuchterpaar stammt aus der Zeit um 1850.
- Die Vasa Sacra bestanden aus einem Kelch, der Patene, der Oblatendose und einer Kanne, alle Gegenstände waren aus vergoldetem Silber angefertigt.